# Salade de fruits
Pour la chanson chantée par Bourvil, voir Salade de fruits (chanson).

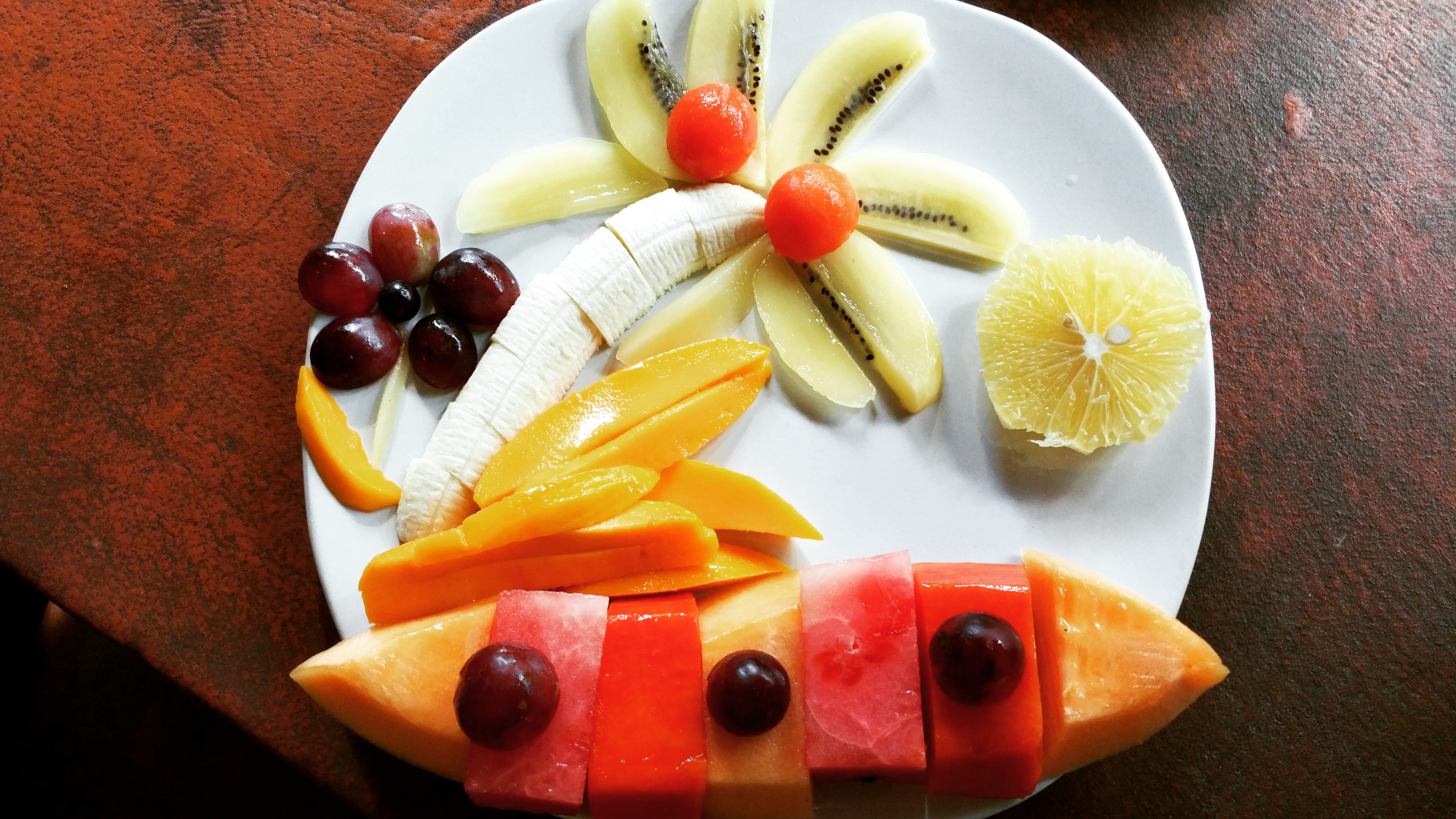
Salade de fruits

La salade de fruits est un dessert, mais il est composé d'un mélange de fruits. La salade de fruits peut se déguster en toutes saisons. Il en existe différentes recettes en fonction des saisons ou des pays. Dans certains pays, la salade de fruits est pimentée, comme le rujak de la cuisine indonésienne.
De plus, il y a maintenant la salade de fruit coréenne qui est très populaire. Cette dernière, appelée Hwachae, est composée de fruits frais, de lait au fraise, de seven-up ainsi que de gelée de toutes sortes.

## Les différentes salades de fruits

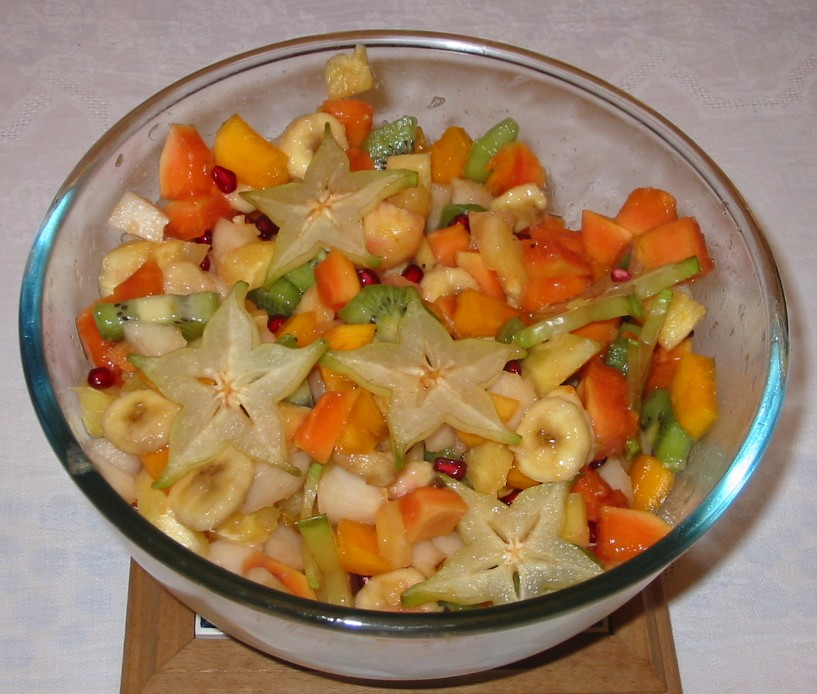
Salade de fruits exotiques

Il existe des dizaines de salades de fruits différentes. Les plus connues sont :
- Salade de raisins
- Salade aigre-douce aux fraises
- Salade de pêches et de fruits rouges
- Salade de fruit à la mangue avec de la coriandre et du citron vert
- Fraises au vin blanc
- Agrumes en salade
- Salade d'orange à la menthe
- Salade de fruits rouges
- Salade de rhubarbe aux figues et au pamplemousse
- Salade de fruits à la menthe
- Salade estivale de fruits rouges
- Salades de fruits de saison
- Salade de fruits à la menthe et au miel
- Salade de fruits secs
- Salade de mangues au piment et au citron vert
- Salade à la noix de coco dite salade Buko
- Salade de fruits rouges au vinaigre balsamique
- Verrines melon et oranges sanguines
- Verrines groseilles, ananas et coco